# A1 Team Chéquia
A A1 Team Chéquia foi a equipe que representou a Chéquia na A1 Grand Prix, uma categoria internacional de corridas. Embora nenhum anúncio oficial tenha sido feito, o ícone da bandeira da equipe foi removido do site do A1GP e a equipe não apareceu na página de resultados da temporada de 2008–09.

## História

### Temporada 2005-06
Pilotos: Jan Charouz, Tomáš Enge

### Temporada 2006-07
Pilotos: Jan Charouz, Tomáš Enge, Jaroslav Janiš, Tomáš Kostka, Filip Salaquarda

### Temporada 2007-08
Pilotos: Tomáš Enge, Erik Janiš, Josef Král, Filip Salaquarda